# Луций Домиций Ахенобарб (претор)
Вижте пояснителната страница за други личности с името Луций Домиций Ахенобарб.
Луций Домиций Ахенобарб (на латински: Lucius Domitius Ahenobarbus) е политик на Римската република. Произлиза от клон Ахенобарби на фамилията Домиции.
Той e претор през 80 пр.н.е. През 79 пр.н.е. е проконсул на Испания и е сменен от Квинт Цецилий Метел Пий, който води дълго безуспешно война против бунтовника Квинт Серторий.